# Большой Андаман
Большой Андаман (англ. Great Andaman) — основной архипелаг Андаманских островов, включающий в себя пять главных островов.
С севера на юг:
- Северный Андаман — 1376 км²;
- Средний Андаман — 1535,5 км²;
- Баратанг — 238 км²;
- Южный Андаман — 1347,7 км²;
- Рутланд — 109,3 км².

Три самых северных острова являются самыми большими из всей группы. Административный центр Андаманских и Никобарских островов, союзной территории Индии, Порт-Блэр также находится на архипелаге, на Южном Андамане.
Большой Андаман находится к северу от Малого Андамана — другого архипелага, относящегося к Андаманским островам, от которого он отделяется проливом Дункан.